# Me and Bobby McGee
«Me and Bobby McGee» — песня, написанная Крисом Кристоферсоном в соавторстве с Фредом Фостером и ставшая знаменитой в исполнении Дженис Джоплин.

## История песни
Первоначально песня была предложена кантри-исполнителю Роджеру Миллеру (известному по хиту «King of the Road»). Сингл Миллера «Me and Bobby McGee» поднялся до #12 в кантри-чартах журнала Billboard в 1969 году.
Почти одновременно песню записал Гордон Лайтфут. В его исполнении «Me and Bobby McGee» поднялась до #13 и #1 в канадских (соответственно) поп- и кантри-чартах. Братья Дон и Харольд Рид, участники Statler Brothers, в книге воспоминаний 2008 года утверждали, что первоначально Кристоферсон обещал им эту песню, но когда пришло время записываться, выяснилось, что Роджер Миллер уже выпустил свой вариант. Позже песня была включена в один из альбомов Statler Brothers, но синглом не выпускалась.
Авторская версия «Me and Bobby McGee» была включена (в качестве заглавного трека) в дебютный (и позже признанный «классическим») одноимённый альбом Криса Кристоферсона. Пластинка вышла за год до этого под заголовком Kristofferson, но, как отмечает Allmusic, была спешно переупакована с целью извлечь дивиденды от гигантского успеха посмертного релиза Дженис Джоплин.

## Версия Дженис Джоплин
«Me and Bobby McGee» стала хитом в исполнении Дженис Джоплин (которая записала её за несколько дней до смерти в 1970 году) и была включена в альбом Pearl (1971). Джоплин впервые услышала песню от самого Кристоферсона, который спел её специально для певицы, но при этом оставался в неведении относительно существования записанной Джоплин версии до тех пор, пока сингл не был выпущен посмертно.
Сингл Дженис Джоплин «Me and Bobby McGee» возглавил Billboard Hot 100, став её единственным #1 и лишь вторым в истории рок-музыки посмертным чарттопером (первым был «(Sittin' on) the Dock of the Bay», Отиса Реддинга).
В 2004 году версия Дженис Джоплин заняла #148 в списке 500 величайших песен всех времён по версии журнала Rolling Stone.

## Текст песни
В оригинальной версии Кристоферсона повествование ведётся от мужского лица, «Бобби» здесь — женское имя. Дженис Джоплин (одно время — любовница Кристоферсона, сохранявшая с ним дружеские отношения с момента знакомства в самом начале карьеры и до своей смерти) изменила часть текста; в её версии повествование ведется от женского лица, и «Бобби» здесь — мужчина.
Кристоферсон говорил, что песня не была написана им конкретно о Джоплин. Он признавал, однако, что в тексте есть связанные с их отношениями биографические моменты, в частности, строка «Где-то неподалёку от Салинаса, Боже, я позволил ей ускользнуть» (англ. Somewhere near Salinas, Lord, I let her slip away).
Как отмечает рецензент Allmusic Стив Хьюи, в «Me and Bobby McGee» соединились «хипповский идеал личной и романтической свобод и керуаковская тема странствования»; и то и другое было решено в чисто корневом музыкальном контексте, что связало оба эти представления с представлением о самой сути американского характера.

Основная идея песни состоит в том, что свобода — превыше всего: ради неё главные герои жертвуют даже любовью. Множество связанных с <этой идеей> нитей — о том, что любовь может быть мимолётной, но при этом и вечной; что… подчас главное в любви — вовремя расстаться, что реальная любовь совсем не обязательно укладывается в выдуманное представление о понятии романтического хэппи-энда — весь этот подтекст и обеспечил песне долговечную популярность — прежде всего, у независимых молодых женщин. — Стив Хьюи, Allmusic
Начиная с 1971 года песню исполняли многие, но «она по-прежнему ассоциируется с Джоплин и — заслуженно», — считает автор статьи. И дело тут даже не в страсти и естественности её исполнения, а в том, что сам образ «Бобби Макги» стал синонимом её характера: «дикого, бродячего, свободолюбивого, непрерывно ускользающего и — незабываемого». Именно поэтому, заключает Хьюи, «Me and Bobby McGee» спустя много лет после смерти певицы продолжает оказывать сильнейшее воздействие и служит ей идеальной эпитафией».